# Каролингски Ренесанс
Каролингски ренесанс (karolingische Renaissance, също karolingische renovatio) e културен процес през епохата на Ранното средновековие, изразяващ се в напредък в множество научни приложни области, като образование, поезия, книгописане, строителство, в сравнение с нивата постигнати от германските племена, и по конкретно - франките от времето на ранните Каролинги. Своебразен опит за самостойно развитие, но и за връщане към достиженията и традициите на древноримската и елинистическата култура от времето преди и в течение на варварските нашествия. Прототип на по-късния Ренесанс.
За негово начало се смята образователната реформа на Карл Велики, или каролингското обновяване (лат. renovatio), станала възможност след консолидирането на франкската държавност. Императорът привлича към своя двор учени, писатели и поети от цяла Европа. Дейците на основаната от него академия се стараят да възродят античната литературна традиция. Този етап на Каролингското възраждане приключва със смъртта на Карл поради упадъка на каролингската система и разпадането на Франкската империя.
През 1087 г. е издаден „Капитуларий за науките“, според който при манастирите се създават училища, където се подготвят предимно духовници, но също и юристи и учени в различни сфери на знанието. Въведено е по-четливо писмо – каролингски минускул. Съставят се книги, съдържащи древните песни, в които се разказва за подвизите и войните на старинните крале.
През 10 – 11 век под влияние на късноантичните традиции образоваността и знанията са систематизирани в рамките на т.нар. шест „свободни изкуства“: граматика, диалектика, геометрия, аритметика, астрономия и музика. Те са разделени на два тривиума (комплекси от по три дисциплини), обединяващи началната степен на латинската образованост и нейната по-висша форма. Тази система постепенно се приспособява към нуждите на Църквата. Тя се съхранява до 15. век, което дава по-късно, наред със заемките от арабската и византийската култура, възможност за развитие на светските знания в Западна Европа.

## Образование
- Откриване на дворцова библиотека
- Развитието на нов каролингски минускул за писане на книги
- Събиране и копиране на литература
- Обработване и разпространение на сигурен текст на Библията (Alkuin-Bibel)